# Autoroute AP-53 (Espagne)
L'autoroute AP-53 appelée aussi Autopista Central Gallega est une autoroute payante qui relie Saint-Jacques-de-Compostelle dans la communauté de Galice à Dozon.
Elle sera prolongée par l'autoroute Galicienne payante AG-53 une fois quelle sera construite jusqu'à Ourense.
Elle double la route nationale N-525
Elle permet d'éviter le détour par Vigo (AP-9/A-52) pour se rendre dans l'une de ces 2 villes.
L'AP-53 est une autoroute concédée par la société ACEGA.

## Tracé
- L'autoroute débute au sud de Saint-Jacques-de-Compostelle où elle se détache de l'AP-9 en suivant le tracé de la route nationale N-525.
- L'AP-53 arrive à Lalin qu'elle contourne par l'ouest et arrive à hauteur de Dozon où se termine provisoirement l'autoroute en attendant la fin de la construction de l'AG-53, l'autoroute autonome qui va la prolonger jusqu'à l'A-52 vers Ourense.

## Sorties
| Sorties                     | Villes                                                      |                      |
| --------------------------- | ----------------------------------------------------------- | -------------------- |
|                             | Saint-Jacques-de-Compostelle Centre La Corogne - Vigo Lalin | SC-12 AP-9 N-525     |
| 15                          | A Estrada                                                   | AG-59                |
| 24                          | Ponteulla - Pontevella                                      | AC-8902              |
| 33                          | Bandeira - Chapa A Estrada                                  | N-525 N-640          |
| Aire de service de Bandeira |                                                             |                      |
| 41                          | Silleda - Villa de Cruces - Forcarei                        | PO-2205 PO-205 N-525 |
| 46                          | Lalin Nord - Zone Industrielle Lallin 2000 Lugo             | N-525 N-640          |
| 50                          | Lalin Centre - Zone Industrielle Los Botos                  | PO-534               |
| 51                          | Lalin Sud                                                   | N-525                |
| 56                          | Dozon                                                       | N-525                |
|                             | Autoroute Central Gallega Ourense A-52                      | AG-53                |